# FreedomBox
FreedomBox est un projet communautaire visant à développer, concevoir et promouvoir l'utilisation de serveurs personnels fonctionnant à base de logiciels libres pour fournir des services de réseaux sociaux distribués, courrier électronique et communications audio/video. Le projet a été annoncé par Eben Moglen devant l'Internet Society à New York le 2 février 2010.
Le 4 février 2011, Moglen a créé la FreedomBox Foundation devenant le siège du projet, et le 18 février 2011, la fondation a démarré une campagne visant à récolter 60 000 $ en 30 jours par l'intermédiaire du service de financement participatif Kickstarter ; une dizaine de jours ont suffi à atteindre l'objectif.
Le 27 août 2012 est sortie la première version 0.1.

## Définition et champ d'application
Le projet décrit actuellement la FreedomBox comme

« un serveur personnel fonctionnant grâce à un système d'exploitation libre, avec des applications libres conçues pour préserver sa vie privée. »

Le projet tend à développer une couche de logiciels pouvant fonctionner sur un plug computer facilement installable chez les particuliers ou les entreprises.

## Pioneer Edition
En 2019, en partenariat avec la FreedomBox Foundation, la société Olimex a commencé à vendre une version prête à l'emploi nommée « Pioneer Edition FreedomBox Home Server Kit », basée sur l'un de ses nano-ordinateur OLinuXino.